# Allantoporthe
Allantoporthe is een Geslacht behorend tot de familie Diaporthaceae. De typesoort is Allantoporthe tessella, maar deze is overgeplaatst naar het geslacht Diaporthe als Diaporthe decedens.

## Soorten
Volgens Index Fungorum telt het een soort (peildatum maart 2023):
| Soortnaam                | Auteur(s)         | Publicatiejaar |
| ------------------------ | ----------------- | -------------- |
| Allantoporthe leucothoes | Lar.N. Vassiljeva | 2008           |